# La Grande Aventure de James Onedin
La Grande Aventure de James Onedin (The Onedin Line) est une série télévisée dramatique de la BBC créée par Cyril Abraham et diffusée de 1971 à 1980.

## Distribution
- Peter Gilmore : capitaine James Onedin
- Anne Stallybrass (en) : Anne Webster, première femme de James
- Laura Hartong (en) : Charlotte Onedin, fille de James et Anne Onedin
- James Hayter : capitaine Joshua Webster, père d'Anne
- Kate Nelligan : Leonora Biddulph
- Jill Gascoine (en) : Letty Gaunt épouse Onedin, seconde femme de James
- Howard Lang : William Baines, premier officier du pont sur le bateau de Onedin
- Jessica Benton (en) : Elizabeth Onedin épouse Frazer, sœur de James
- Michael Billington : Daniel Fogarty au début de la série
- Tom Adams (en) : Daniel Fogarty
- Philip Bond (en) : Albert Frazer, mari d'Elizabeth
- Mark Harrison (en) : William Frazer, fils d'Elizabeth et Daniel Fogarty adopté par Albert Frazer
- Warren Clarke : Josiah Beaumont, ami de William Frazer
- Brian Rawlinson (en) : Robert Onedin, frère de James
- James Garbutt (en) : Robert Onedin, frère de James (un épisode)
- Mary Webster (en) : Sarah Onedin, femme de Robert
- Christopher Douglas (en) : Samuel Onedin, fils de Robert et Sarah
- John Phillips : Jack Frazer
- Edward Chapman : Thomas Callon
- James Warwick : Edmund Callon
- Ken Hutchison : Matt Harvey
- Roberta Iger : Margarita Onedin
- Jenny Twigge (en) : Caroline Onedin
- Cyril Shaps : Braganza
- Hilda Braid : Miss Simmonds
- Robert James (en) : Rowland Biddulph
- Sylvia Coleridge (en) : Mrs Salt
- Sonia Dresdel (en) : Lady Lazenby
- Stephanie Bidmead (en) : Mrs Darling
- John Sharp : Percy Spendilow
- Keith Jayne (en) : Tom Arnold
- Frederick Jaeger (en) : Max van der Rheede
- Edward Judd (en) : Manuel Ortega
- Elizabeth Chambers (en) : Miss Gladstone
- Jack Watson : Dr Darling
- Paul Lavers (en) : Francis Polter/David Teal
- Maurice Colbourne (en) : Comte Marston
- Nicolette Roeg : Ada Gamble
- John Rapley : Dunwoody
- Heather Canning : Mrs Arkwright

### Épisode  Saison 1 (1971-1972)
1. Le vent souffle libre (The Wind Blows Free)
2. Titre français inconnu (Plain Sailing)
3. Autres points de la boussole (Other Points of the Compass)
4. Prix élevé (High Price)
5. Attraper comme tu peut (Catch as Can)
6. Sauvetage (Salvage)
7. Passage à Pernambuco (Passage to Pernambuco)
8. Les retrouvailles (The Homecoming)
9. Quand mon vaisseau arrive (When My Ship Comes In)
10. Un passager très important (A Very Important Passenger)
11. Mutinerie (Mutiny)
12. Cri du merle (Cry of the Blackbird)
13. Ombre du doute (Shadow of Doubt)
14. Blocus (Blockade)
15. Le gagnant remporte tout (Winner Take All)